# 天美西
天美西（あまみにし）は、大阪府松原市にある地名。2024年現在の行政地名は天美西一丁目から天美西八丁目。

## 地理
松原市の北西部に位置する。南は天美我堂・天美南、西は堺市堺区常磐町、北は大和川を挟んで大阪市住吉区庭井・同市東住吉区公園南矢田と接し、さらに東側には天美北・天美東と挟まれる細長い領域として矢田七丁目とも接している。

### 河川
- 大和川
- 西除川
  - 天美大橋

## 歴史

### 沿革
- 1967年（昭和42年）、油上町・高木町・我堂町・芝町の各一部より成立。
- 1980年（昭和55年）、一部が堺市に編入[5]。

## 世帯数と人口
2024年（令和6年）2月29日現在の世帯数と人口は以下の通りである。
| 丁目                 | 世帯数    | 人口    |
| -------------------- | --------- | ------- |
| 天美西一丁目         | 757世帯   | 1,368人 |
| 天美西二丁目         | 308世帯   | 641人   |
| 天美西三丁目         | 422世帯   | 884人   |
| 天美西四丁目         | 78世帯    | 172人   |
| 天美西五丁目         | 239世帯   | 484人   |
| 天美西六丁目         | 22世帯    | 68人    |
| 天美西七丁目・八丁目 | 0世帯     | 0人     |
| 計                   | 1,826世帯 | 3,617人 |

### 人口の変遷
国勢調査による人口の推移。
| 1995年（平成7年）  | 4,651人 | [ 6 ]  |  |
| 2000年（平成12年） | 4,345人 | [ 7 ]  |  |
| 2005年（平成17年） | 4,188人 | [ 8 ]  |  |
| 2010年（平成22年） | 3,980人 | [ 9 ]  |  |
| 2015年（平成27年） | 3,800人 | [ 10 ] |  |
| 2020年（令和2年）  | 3,635人 | [ 11 ] |  |

### 世帯数の変遷
国勢調査による世帯数の推移。
| 1995年（平成7年）  | 1,689世帯 | [ 6 ]  |  |
| 2000年（平成12年） | 1,680世帯 | [ 7 ]  |  |
| 2005年（平成17年） | 1,687世帯 | [ 8 ]  |  |
| 2010年（平成22年） | 1,620世帯 | [ 9 ]  |  |
| 2015年（平成27年） | 1,659世帯 | [ 10 ] |  |
| 2020年（令和2年）  | 1,693世帯 | [ 11 ] |  |

## 学区
市立小・中学校に通う場合、学区は以下の通りとなる。
| 丁目         | 番/番地等 | 小学校               | 中学校                 |
| ------------ | --------- | -------------------- | ---------------------- |
| 天美西一丁目 | 全域      | 松原市立天美小学校   | 松原市立松原第五中学校 |
| 天美西二丁目 | 全域      | 松原市立天美西小学校 | 松原市立松原第五中学校 |
| 天美西三丁目 | 全域      | 松原市立天美西小学校 | 松原市立松原第五中学校 |
| 天美西四丁目 | 全域      | 松原市立天美西小学校 | 松原市立松原第五中学校 |
| 天美西五丁目 | 全域      | 松原市立天美西小学校 | 松原市立松原第五中学校 |
| 天美西六丁目 | 全域      | 松原市立天美西小学校 | 松原市立松原第五中学校 |
| 天美西七丁目 | 全域      | 松原市立天美西小学校 | 松原市立松原第五中学校 |
| 天美西八丁目 | 全域      | 松原市立天美西小学校 | 松原市立松原第五中学校 |

## 事業所
2021年（令和3年）現在の経済センサス調査による事業所数と従業員数は以下の通りである。
| 丁           | 事業所数  | 従業員数 |
| ------------ | --------- | -------- |
| 天美西一丁目 | 40事業所  | 150人    |
| 天美西二丁目 | 15事業所  | 157人    |
| 天美西三丁目 | 32事業所  | 142人    |
| 天美西四丁目 | 17事業所  | 88人     |
| 天美西五丁目 | 20事業所  | 177人    |
| 天美西六丁目 | 4事業所   | 56人     |
| 天美西七丁目 | 4事業所   | 105人    |
| 天美西八丁目 | -         | -        |
| 計           | 132事業所 | 875人    |

## 交通

### バス
- 南海バス[14]
  - 9系統：天美西
- 北港観光バス[15]
  - あびこ天美北線：あまみ神社前 - 久多美神社前 - 天美西住宅前 - 天美西5丁目 - 天美西3丁目
- ぐるりん号[16]
  - 西ルート：天美西2丁目 → 天美西3丁目

### 道路
- 大阪府道26号大阪狭山線
- 大阪府道179号住吉八尾線
- 大阪府道187号大堀堺線

## 施設
- 松原市立天美西小学校
- 松原天美西郵便局
- 松原市民天美西図書館
- 今池水みらいセンター
- 安楽寺
- 天美西公園
- 天美西青少年運動広場

## 郵便
- 郵便番号：580-0034[3]（集配局：松原郵便局[17]）。

## ギャラリー

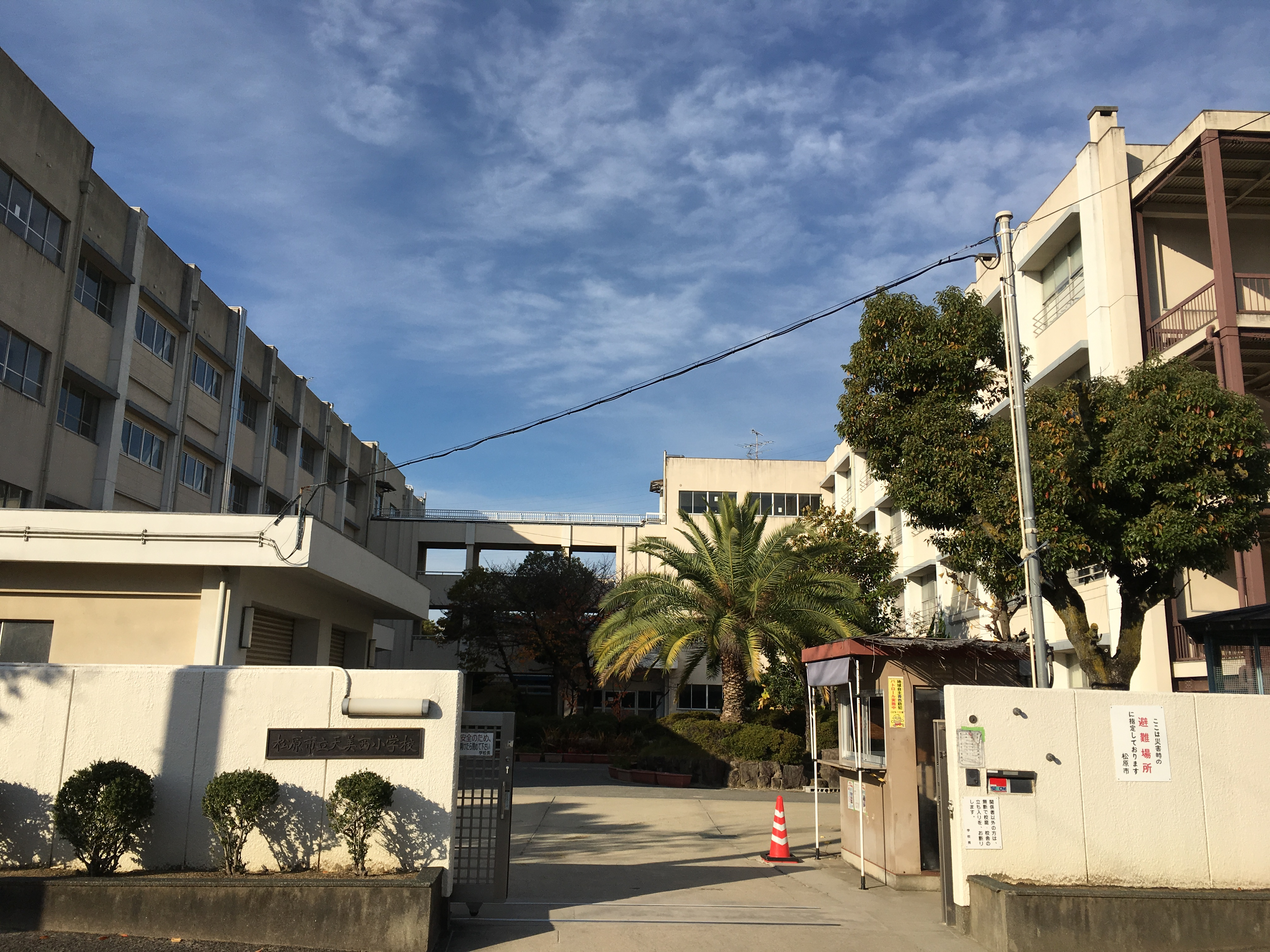
松原市立天美西小学校
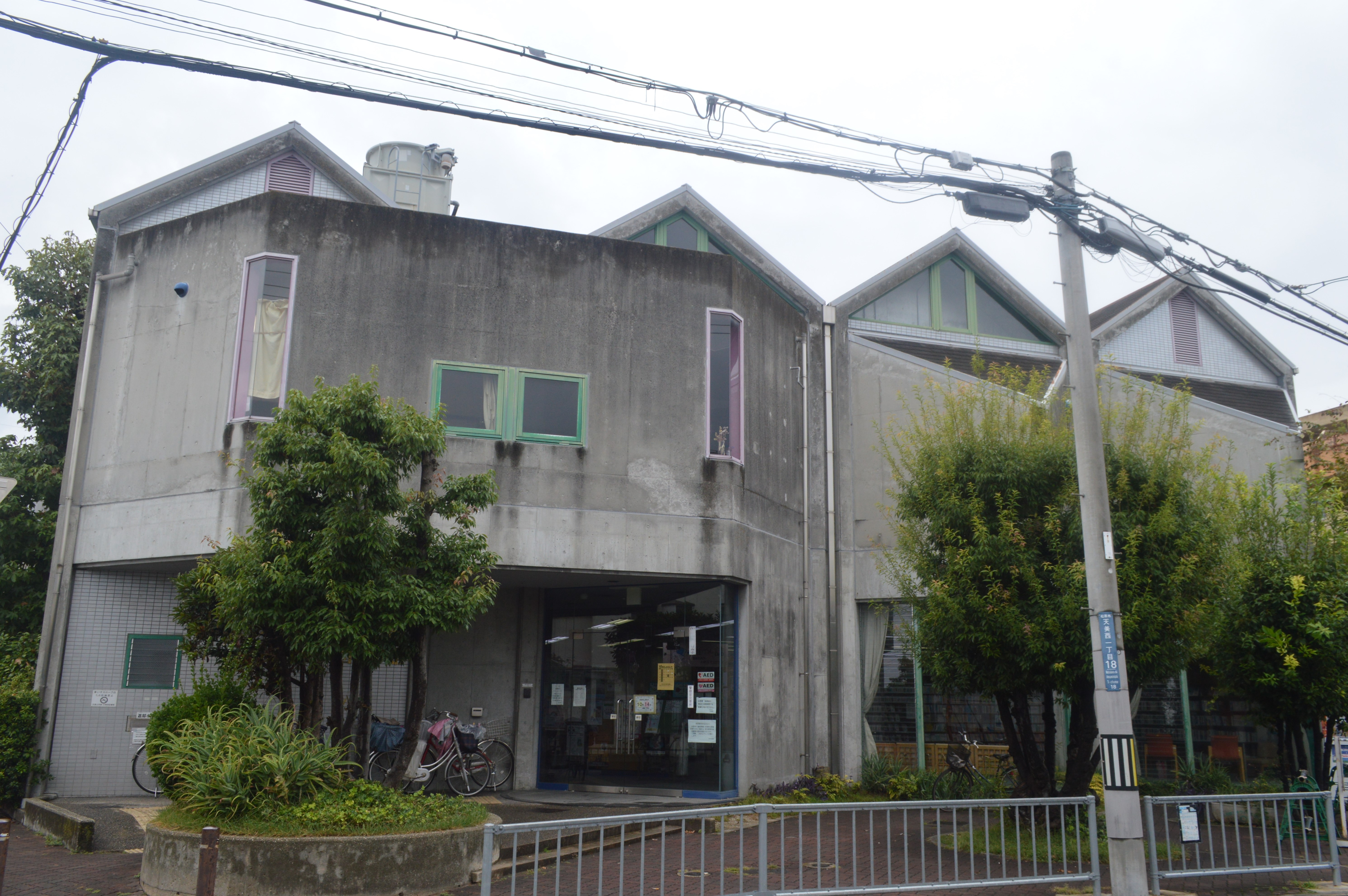
松原市民天美西図書館